# Ракия
Ракѝя (на сърбохърватски: ракија/rakija; на румънски: ţuică; на унгарски: pálinka; на турски: rakı; на арабски: arak; на гръцки: ρακή/ρακί/τσίπουρο/τσικουδιά) е традиционна силна алкохолна напитка, приготвяна на Балканите. Първоначално ракията е безцветна, като може да придобие жълтеникав до кафеникав цвят при отлежаване в бъчви или след употребата на различни добавки. На вкус наподобява италианската грапа, японското саке, руския самогон, мексиканската текила или американското бренди. Приготвя се чрез дестилация на ферментирали плодове. Най-разпространените видове са гроздова и сливова ракия. Промишлената ракия (наричана „купешка“) е обикновено 42 об. %, но домашно приготвената може да достигне 60 об. % (алкохолни градуси). Технологията на приготвяне не е сложна, а суровините – плодове, захар и вода, са леснодостъпни и сравнително евтини. През зимата ракията е популярно да се пие подгрята (греяна ракия). Счита се за национална напитка на България, Северна Македония, Сърбия, Босна и Херцеговина, Турция, Черна гора и Хърватия.

## Етимология
Думата ракия в българския език е влязла посредством турската ракъ (rakı), а в турски идва от арабски. Взета е от арабската арак (عرق), като други нейни варианти са „арака, араки, арики“. „Арак“ на български означава „пот (изпотяване)“, откъдето е етимологичното обяснение за думата. Тя може да се отнася или до специфичния начин на приготвяне на напитката (докато се дестилира, капе капка по капка, като пот) или до това, че ракията кара консумиращия човек да се поти.
Джѝбри (тур. cibre) – остатъци от изстискано грозде, от които се вари ракия; пращина.
Джѝбровица (по тур. cibro) – ракия от джибри.
Ракиджѝйница – помещение, в което се вари ракия.
Ракиджѝя:
- Производител на ракия
- Човек, който обича да пие ракия.

Казан – устройство и помещение за варене (изваряване, печене) на ракия.
Казанджия – управител или собственик на казана.
Понятия от Западна България:
- „пече рикиа“ – прави ракия;
- комина – изстисканото грозде, от което се пече ракия. От българския глагол „комоня“ (изважда зърно от обвивка) – „комоня орехи“ (изважда ги от зелената им обвивка), „изкомонял си рамото“ (извадил си ябълката от ставата), откъдето „комина“ е изкомоняно грозде (извадена е вътрешността от люспите и сока от смачканите зърна), а „гумно“ е място, където се комоня жито и други подобни култури (изважда се зърното от люспите, отделя от плявата, вършее). Други думи от този корен са „кима“ (удря), „гмечи“ (мачка) и „гмеж“ (смачкано, стъпкано), откъдето разчепато дърво за гмечене на грозде се нарича „гмечка“ (гмечи) и „мечка“ (мачка). Коренът ком / ком-оня, гум / гум-но, подобно на много други български думи, има буквален шумерски паралел – гум (мачка / гмечи, тъпка, разрушава; The Pennsylvania Sumerian Dictionary) – гмечи се с гмечка или се тъпче с крака от хора гроздето, а това се прави и на гумното, за което се ползват коне, тъпчещи и мачкащи разпръснатите снопове.

„Ракията се произвежда от различни плодове и поради това носи различни названия... От грозде произведена, носи имена: грозденица, комовица, комница;... Гроздевицата или комовицата се произвежда от пръщината, комината на гроздето. Гроздето се смачква, насипва в бъчва и се оставя да прекипи. Когато виното и комината са прекипели, виното се отточва и комината се пече на ракия. Тая ракия негде казват грозденица, а негде комовица.“ („Етнографическо изучаване на Западна България“ Димитър Маринов, Избрани произведения, т. ІІ, Наука и изкуство – 1984)
В района на югозапад-запад от София (Пернишко – Граовско, Кюстендилско – Краище, както и в Източна Сърбия), „шльокавица“ се нарича ракията от джанки, на която в Шумадия казват сливовица.
Шльокавица, също и шлянгарица, може да се нарече и всяка некачествена ракия. Производителите на домашна ракия използват думата „шльокавица“, когато полученият дестилат е с ниско алкохолно съдържание. Шльокавица може да се получи от почти всички видове плодове (ябълки, круши, сливи и т.н.). Тя обаче се различава в много отношения от качествената ракия, както във вкусов, така и в алкохолен аспект.

## Получаване

### Традиционна технология
Ракията се получава чрез дестилация на ферментирали плодове или вино. Суровината се нарича джибри, пращини или комина. Процесът на дестилация се нарича варене или печене. Дестилационното съоръжение се нарича „казан“ (предпочита се да е меден). Подгревът е с огън на дърва, охлаждането – водно. Първо потича лека фракция (първак), богата на метилов алкохол. Леката фракция, освен метилов алкохол, съдържа и ацетон, фенил, и други леки фракции. Тази фракция (около един литър на 100 литра пращини) може да бъде токсична и не се пие. Противопоказно е да се използва и за разтривки. Алкохолният градус на ракията обикновено е около 50 – 60° като се премахне първакът. Постепенно градусът отслабва, като най-слабата фракция накрая се нарича „па̀токи“/„па̀ток“ (в Югоизточна България „лангер“) под 38 алкохолни градуса. Тя не е годна за пиене, но може да се превари отново. Когато потече патоки, се спира процесът и се презарежда казана с нови джибри. Ако получената ракия се превари още веднъж, се получава „ракия препек“ с градус 55° до 65°, която се пие разредена с вода. В Северозападна България се пие без разреждане. Ако неразредената ракия с обем Р има алкохолен градус А1, след разреждането с вода той намалява на А2 пропорционално на увеличаването на обема на Р+В, т.е. {\displaystyle P.A_{1}=(P+B).A_{2}}

Количеството вода В, необходимо за доливане на количество ракия Р с алкохолен градус А1, за да се получи ракия с количество Р+В и алкохолен градус А2, може да се определи от равенството
{\displaystyle B={\frac {A_{1}-A_{2}}{A_{2}}}.P}

Например, за понижаването на алкохолния градус на 1 l ракия от 56° до 40° трябва да се долее вода

{\displaystyle B={\frac {56-40}{40}}.1={\frac {16}{40}}=0,4l=400g}

Разрежда се поне една седмица след варенето, защото алкохолният градус намалява с 1 – 2°. За разреждане на ракия задължително се използва само дестилирана вода. За съдържание на спирт в домашните ракии няма официално утвърден стандарт. В различните райони на страната алкохолното съдържание в плодовите ракии варира от 40 до 42 – 43°. За гроздовите ракии, алкохолният градус е от 42 – 43 до 45°. В районите, където по традиция се прави втора дестилация /преварка/, алкохолният градус достига 45 – 50. Независимо от изходния материал, ракия с алкохолно съдържание 50 и над 50 градуса е остра (парлива) на вкус и неприятна за пиене, дори и след отлежаване. Следователно при корекцията алкохолният градус на масово произвежданите домашни ракии не бива да преминава 42 – 43, а за анасонлийките 48 – 50°.
Температурата влияе на вискозитета на дестилата, той от своя страна на плаваемостта на спиртомера, а от това се получават разлики в измерванията при различни температури. Температурата на ракията трябва да е 20 °С, тъй ката спиртомерите са калибровани при тази температура. Съществуват и поправки за други температури. Спиртомерът потъва по-малко при по-ниска температура и показва по-малко алкохолни градуси, затова поправката е положителна – прибавя се към показанията. При по-висока температура вискозитетът на течността нараства, спиртомерът потъва повече и показва повече алкохолни градуси, затова поправката е отрицателна – изважда се от показанията.
Поправки за спиртомер в зависимост от температурата на течността при различни показания на уреда в об. % (алк.°)
| Температура, °C | 0         | 3       | 5         | 8         | 10  | 13  | 15  | 17  | 20 | 22   | 25 | 28   | 30   | 33   |
| --------------- | --------- | ------- | --------- | --------- | --- | --- | --- | --- | -- | ---- | -- | ---- | ---- | ---- |
| 30 – 33 %       | 8,3 – 8,2 | 7,1 – 7 | 6,2 – 6,1 | 4,9       | 4,1 | 2,9 | 2   | 1,2 | 0  | −0,8 | −2 | −3,2 | −4   | −5,2 |
| 34 – 36 %       | 8,1       | 6,9     | 6,1       | 4,9       | 4,1 | 2   | 1,7 | 1,2 | 0  | −0,8 | −2 | −3,3 | −4   | −5,2 |
| 37 – 39 %       | 8 – 7,9   | 6,8     | 6,1 – 6   | 4,9 – 4,8 | 4   | 2   | 1,7 | 1,2 | 0  | −0,8 | −2 | −3,3 | −4   | −5,2 |
| 40 – 42 %       | 8,8       | 6,7     | 6         | 4,8       | 4   | 2,8 | 2   | 1,2 | 0  | −0,8 | −2 | −3,2 | –4   | −5,2 |
| 44 – 46 %       | 7,6       | 6,5     | 5,8       | 4,6       | 3,9 | 2,7 | 1,9 | 1,2 | 0  | −0,8 | −2 | −3,1 | −3,9 | −5,1 |
| 47 – 49 %       | 8,3 – 8,2 | 7,1 – 7 | 6,2 – 6,1 | 4,9       | 4,1 | 2,9 | 2   | 1,2 | 0  | −0,8 | −2 | −3,2 | −4   | −5,2 |
| 50 – 52 %       | 8,1       | 6,9     | 6,1       | 4,9       | 4,1 | 2   | 1,7 | 1,2 | 0  | −0,8 | −2 | −3,3 | −4   | −5,2 |
| 54 – 56 %       | 8 – 7,9   | 6,8     | 6,1 – 6   | 4,9 – 4,8 | 4   | 2   | 1,7 | 1,2 | 0  | −0,8 | −2 | −3,3 | −4   | −5,2 |
| 57 – 59 %       | 8,8       | 6,7     | 6         | 4,8       | 4   | 2,8 | 2   | 1,2 | 0  | −0,8 | −2 | −3,2 | –4   | −5,2 |
| 60 – 62 %       | 7,6       | 6,5     | 5,8       | 4,6       | 3,9 | 2,7 | 1,9 | 1,2 | 0  | −0,8 | −2 | −3,1 | −3,9 | −5,1 |

Има и ракия „двоен препек“ – над 90°. При двойна или тройна преварка се отстраняват остатъците от метиловия алкохол, но също така и ароматни фракции, които придават вкус и аромат на домашно приготвената ракия. За отстраняване на метиловия алкохол е нужно да се спази технологията по време на ферментацията. Метиловия алкохол който е вреден се получава при неправилен процес на ферментация. Дестилаторът или казанът също е така важен за изходния продукт. Остатъкът от пращините след варенето стават за храна на домашни животни.

### Технологични тънкости
Добрата ракия се вари от добра джибра или от качествено вино. Суровината е добре да се опита на вкус – тя трябва да е приятна, ароматна, без сладка или кисела жилка или горчив привкус. Горчивият привкус се получава от дълго – над 5 месеца – престояване на джибра от костилкови плодове: джанки, сливи, кайсии. Неголяма кисела жилка може да се неутрализира с дървесна пепел от казана, в пропорция 1 – 2 % или няколко пакетчета сода бикарбонат.
При варене на ракия от костилкови плодове, задължително трябва да се отстранят костилките от джибрите преди варенето. В противен случай ракията горчи и няма начин да се поправи.
Желателно е огънят да не е много силен, за да не загори джибрата за казана. Най-голяма е опасността от загаряне, когато потича първакът. Тогава огънят се намалява съвсем, казанът се оставя само на жар. Този момент се контролира чрез температурата на капака и лулата с опипване (има и термометри). За да не загори материалът може на дъното на казана преди да се налеят джибрите да се постави чиста слама или сено.
Прекратяването на дестилацията, или преокачествяване на добива от ракия на патоки става по обективни или субективни показатели. Обикновено се измерва със спиртомер и щом спадне под определен градус (по лична преценка, обикновено 38°) се спира. (Под 35° потичат висшите алкохоли, които са по-вредни дори от метиловия алкохол.) Субективно преходът от ракия към паток се контролира по 3 показателя:
- градус – ракията, плисната върху жарта, гори, а патокът я гаси.
- мирис – понякога, при недобра джибра, дори над 40° потича ракия с неприятен мирис.
- киселинност – същото е като с мириса.

Субективният контрол за мирис и киселинност става с опитване на ракията.
Ракия може да се произведе от почти всичко, стига да има захарно съдържание. За да се свари ракия от даден изходен материал, трябва да протече ферментация, т.е. захарта да се преобразува в алкохол.
Процесът на ферментация е като при слагането на вино, но изискванията за стерилност не са толкова високи. Необходимо е да се поддържа температура не по-малка от 15 °C. Под тази граница процесът спира, съответно колкото по-висока е температурата, толкова по-малко ще чакате. От опит са установени някои зависимости на количеството получен алкохол от количество изходен материал в зависимост от това какъв е той, като например:
- сливи (джанки) – 4 – 6 l от 100 kg
- сини сливи – 6 – 10 l от 100 kg
- грозде – 16 – 18 l от 100 kg

Разбира се, количеството зависи от процента захарност, аромата и вкуса на плода. Ориентировъчно от 1 kg захар се получава приблизително 0,7 – 0,8 l ракия. С тези данни човек лесно може горе-долу да пресметне колко алкохол може да изкара от заложения материал още преди да е ферментирал, и ако е необходимо, да му добави рафинирана захар или пчелен мед (с мед става по-хубаво, но е по-скъпо). Задължително преди да се прибави, захарта (медът) се разтваря в гореща вода, като по този начин се ускорява и ферментирането.
Процесът на ферментация се счита за завършен, когато джибрите паднат на дъното, а дребните мушици измират от алкохолните пари. Обикновено процесът протича около 10 – 20 дни в зависимост от материала и температурата. При горещо време джибри от кайсии и зарзали могат да ферментират и за 7 дни. Когато материалът е вече готов, идва времето за варене. Ако се вари плодова ракия, не се преварява, защото се губи ароматът, ако резултатът след варенето е слаба и не хубава ракия, тя просто се преварява отново.
За промяна на цвета към вече готовата ракия може да се прибави парче дървесина от черница за жълт, и съответно парче от синя слива – за цвят като бренди.
Ако се прави алкохол от някакво зърно (пшеница, ечемик, царевица и др.) или просто от нещо, което съмнява, че ще ферментира, прибавя се парченце мая за хляб колкото кибритена кутия, размито във вода. Не се прекалява с маята, и малко е достатъчно.
Специфично е варенето на ракията в Троянско и Карловско. Прочутата троянска ракия традиционно се вари от ферментирали сливи (троянска синя слива), която вече е поизгубена като сорт. Част от течността се запазва. При преварката се добавя в казана и така се получава неповторимият вкус на троянската сливова ракия, която след това отлежава в дъбови бъчви в домашни условия. Карловската ракия-анасонлийка в миналото се е добивала основно от ферментацията на карловската афъзка и по-рядко от гроздови джибри. При преварката в казана се добавя и анасоново семе, от което ракията добива фин аромат и трябва да се пие разредена със студена вода, при което тя помътнява. По почти идентичен начин се е добивала и „гюльовицата“ в Копривщица и Казанлъшко, макар че автентичната технология за производството ѝ е била отначало чрез ферментация на казанлъшката маслодайна роза.

### Промишлена технология
Ракиеният дестилат, произведен в съвременни апарати, се разрежда с вода, като стремежът е да се получи алкохолна течност, която да се притежава максимално добри вкусови и цветови качества. За целта понякога ракията се подлага на стареене в допир с дъбова или черничева дървесина.
Често за промишлено производството на ракия се използва смес от етилов спирт и вода, с добавки за овкусяване, оцветяване и ароматизиране.
БДС изисква минималното алкохолно съдържание в обикновените, отлежалите и специалните ракии да е поне 36°.

## Разновидности
Ракията може да бъде приготвена от всички известни на хората плодове, но най-често се прави от грозде, кайсии и сливи. Някои видове ракия се оставят да отлежат в дъбови бъчви, за да придобият по-мек вкус и кафяво-златист цвят.
| Основни видове               | Основни видове                                 |
| Плодове                      | Наименование                                   |
| ---------------------------- | ---------------------------------------------- |
| грозде                       | гроздова гроздовица грозданка лозова мускатова |
| от остатъците грозде и чепки | джиброва джибровица                            |
| сливи                        | сливова сливовица шльокавица                   |
| кайсии                       | кайсиева                                       |
| круши                        | крушова                                        |
| ябълки                       | калвадос                                       |
| дюли                         | дюлева                                         |
| смокини                      | смокинова                                      |
| череши                       | черешова                                       |
| вишни                        | вишнева                                        |
| плодове                      | плодова                                        |
| праскови                     | прасковена                                     |
| маслодайната роза            | гюловица                                       |
| С добавки                    |                                                |
| с билки                      | билкова                                        |
| с анасон                     | анасонлийка                                    |
| с орехи                      | орехова                                        |
| с мед                        | медова                                         |
| с лимон                      | лимонка                                        |

## Ракията като част от националната идентичност
Варенето на ракия и пиенето ѝ е традиционно занимание на българина. Самата ракия е влязла във фолклора и обичаите. „Руйно вино“ и „върла ракия“ са традиционните питиета. Тя се пие изстудена през лятото, със стайна температура, или „греяна“ през зимата.
Когато бесарабските българи в Молдова разбират през 1858 година, че за княз на Молдова е назначен българинът Никола Богориди, първата молба, която отправят към него, е да свали държавния монопол върху ракията.
За и около ракията си има традиционна терминология, част от която беше описна по-горе. Произнася се и като „рикия“. Също се среща и като „ичкия“, „пукница“ или „скоросмъртница.“ Има три разновидности при варенето на ракия, те са следните:
Първак – първата потекла ракия при дестилирането – с много висок градус.
Цуйка – слаба ракия, обикновено двойно препечена
Пърцуца или „шльокавица“ – последната слаба ракия, която тече от казана. Обикновено се събира и се пуска при материала за следващото варене на ракия.
Ракията се пие преди ядене, като аперитив.